# 大石佳能子
大石 佳能子（おおいし かのこ、1961年〈昭和36年〉3月24日 - ）は、日本の実業家、社会起業家。株式会社メディヴァ代表取締役。Medical Innovation and Value-Added(=MEDIVA)を理念に、日本の医療を、医療消費者を中心とした地域ビジネスの視点で改革。

## 略歴
大阪府箕面市出身。大阪教育大学附属高等学校池田校舎から大阪大学法学部に入学。阪大在学中はESS（英語研究会）と川島慶雄（国際法）のゼミに所属。卒業時には総代となった。
阪大を卒業後、1983年（昭和58年）4月に日本生命保険相互会社に入社するが、退職しハーバード・ビジネス・スクールに入学してMBAを取得する。
1987年8月にはマッキンゼー・アンド・カンパニー・インク ニューヨーク支社に、1988年11月にマッキンゼー・アンド・カンパニー・インク 日本支社に入社する。
1998年（平成19年）に出産した際、病院での長時間の待ち時間と短い診察時間、患者の診察データを病院間で共有していないといった飲食業やサービス業では当たり前の顧客目線ができていないことに違和感を覚える。
2000年にマッキンゼーを退職し、自身の経営コンサルタントとしてのコンセプトに賛同する医療法人と手を組み、世田谷区内に診療所を立ち上げ、株式会社西南メディヴァを設立する。患者自身がインターネットを通じて自分のカルテを確認できるほか、診察データは所内で共有され、担当医が代わっても引き継がれる仕組み作りを行った。同時に医師の個人能力を頼らずに、人数や勤務体制を工夫したり、事務作業は医師ではなくスタッフに行わせるという仕組み作りも行っている。
2007年のウーマン・オブ・ザ・イヤーでは、総合6位にランキングされ、「在宅ホスピスクリニックの設立、国の制度を先駆けて新しい医療機関モデルをつくり、医療界にインパクトを与え続ける」と称されている。
クリニック開業支援で培ったノウハウを生かし、2019年には日本水準の医療サービスのクリニックをベトナムに設立している。

## 人物
- 既婚。子供あり[4]。
- 本人twitterに登場する愛犬はパピヨンのジンジャー(通称：ジンちゃん）[6]

## 役職
- 株式会社メディヴァ - 代表取締役
- アスクル株式会社 - 社外監査役（2001年-）、社外取締役（2002年-）[1]
- 医療法人社団プラタナス - 総事務長（2004年 - ）[1]
- アステラス製薬株式会社 - 社外取締役（2010年 - ）[1]
- 江崎グリコ株式会社 - 社外取締役（2015年 -）[1]
- 参天製薬株式会社 - 社外取締役（2015年 -）[1]
- スルガ銀行株式会社 - 社外取締役（2015年 - 2018年）[1]
- 資生堂グループ - 取締役[1]（2016年 - ）

## 著作
共著
- 『消費者最優先企業の時代―マーケティング起点の企業リデザイン』（著:マッキンゼー・マーケティング・グループ、プレジデント社、1994年10月、ISBN 4833415399）

翻訳
- 『悲しみから思い出に―大切な人を亡くした心の痛みを乗り越えるために』（著:ケイ・ギルバート、日本医療企画、2005年8月、ISBN 978-4890416929）

監修
- 『診療所経営の教科書〈院長が知っておくべき数値と事例〉』（著:小松大介、日本医事新報社、2013年7月、ISBN 978-4784943777）
- 『病院経営の教科書〈数値と事例で見る中小病院の生き残り戦略〉』（著:小松大介、日本医事新報社、2015年10月、ISBN 978-4784945108）